# Bonifacio De Luca
Bonifacio De Luca (Latronico, 1727 – Latronico, 8 luglio 1798) è stato un poeta italiano.
Nacque a Latronico da Giuseppe, notaio e da Caterina Armenia. Studiò a Maratea e subito dimostrò abilità nel comporre in versi. Il padre però non acconsentì alla prosecuzione di questa vocazione e lo spinse ad andare a studiare Diritto nel capoluogo di regione campano, Napoli. Bonifacio, dopo essersi laureato, ritornò al paese natale ed esercitò l'attività legale al quale affiancò la passione per la poesia.
Compose L'umil grandezza di Sant'Egidio dedicato al santo patrono di Latronico, che venne stampata nel 1751 a Napoli.
Nel 1781 la sua fama poetica cresceva sempre di più varcando i confini regionali. I sonetti del De Luca furono pubblicati nella Gazzetta di Foligno. Compose un sonetto per la morte dell'imperatrice Maria Teresa d'Austria e uno per la curiosa circostanza della falsa morte di Metastasio.
Nel 1782 venne accolto all'Accademia dell'Arcadia di Roma ed assunse il nome di Strobeo Cirenio, sotto la custodia dell'abate Gioacchino Pinzi.
L'anno successivo pubblicò Rime Sacre e Profane, che contiene i poemi sacri La Croce, Il Peccator Contritto e una ventina di sonetti.
Morì a Latronico l'8 luglio 1798.